# Blake Wheeler
Blake James Wheeler (* 31. August 1986 in Plymouth, Minnesota) ist ein ehemaliger US-amerikanischer Eishockeyspieler. Der rechte Flügelstürmer bestritt zwischen 2008 und 2024 über 1100 Partien in der National Hockey League (NHL). Den Großteil davon verbrachte er im Franchise der Atlanta Thrashers/Winnipeg Jets, wobei er die Jets von 2016 bis 2022 als Kapitän anführte und dort zudem mehrere Rekorde hält, unter anderem für die meisten Einsätze und Scorerpunkte. Ferner lief er für die Boston Bruins und die New York Rangers auf.

## Karriere

### Jugend und Studium

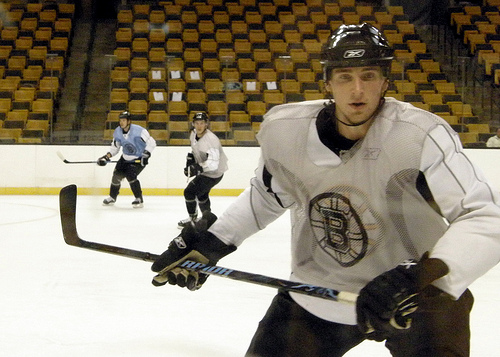
Wheeler im Trainingsdress der Boston Bruins

Wheeler spielte während seiner High-School-Zeit zunächst an der Wayzata Senior High School, wechselte aber bereits nach einem Jahr an die Breck School. Dort schaffte er in der Saison 2003/04 den Durchbruch, als er 45 Tore und 55 Assists verbuchen konnte, und somit der erfolgreichste Spieler seiner Altersklasse des Bundesstaates Minnesota war. Zudem führte er sein Team zum Gewinn der Staatsmeisterschaft und wurde zum wertvollsten Spieler ernannt. Im darauffolgenden Sommer wählten die Phoenix Coyotes den damals 17-jährigen an der fünften Gesamtposition des NHL Entry Draft 2004 aus. Zum Beginn der Spielzeit 2004/05 entschied sich Wheeler sein letztes High-School-Jahr in der United States Hockey League bei den Green Bay Gamblers zu verbringen, um sich bereits vorzeitig an das höhere Niveau des College-Eishockeys zu gewöhnen. Bei den Gamblers spielte der rechte Flügelstürmer eine erfolgreiche Saison mit 47 Punkten in 58 Partien, womit er punktbester Spieler der Gamblers war und die ihm eine Berufung ins All-Rookie Team der USHL einbrachten.

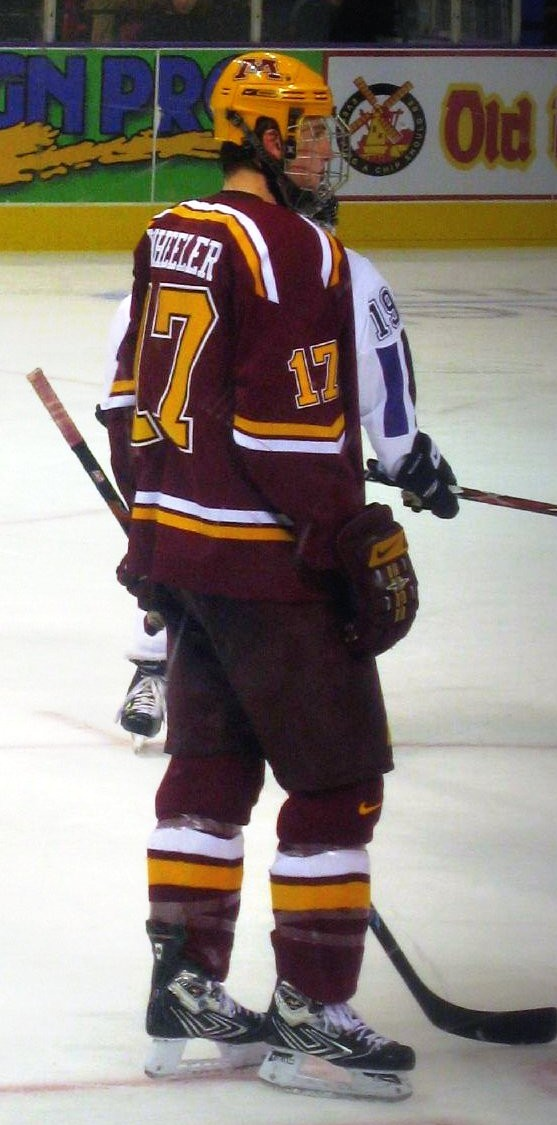
Wheeler im Trikot der University of Minnesota

Im Sommer 2005 begann Wheeler seine College-Ausbildung an der University of Minnesota, wo er zugleich für die Universitätsmannschaft in der Western Collegiate Hockey Association, einer Liga der National Collegiate Athletic Association, auflief. In seinem ersten Jahr absolvierte er ein solides Spieljahr mit 23 Punkten in 39 Begegnungen. Außerdem nominierte ihn der US-amerikanische Eishockeyverband für den U20-Nationalmannschaftskader für die U20-Junioren-Weltmeisterschaft 2006 in Kanada. In sieben Partien erzielte Wheeler dort zwei Tore und erreichte mit der Mannschaft nach Niederlagen im Halbfinale und Spiel um Platz 3 lediglich den vierten Platz. In der folgenden Saison spielte Wheeler sein erfolgreichstes Jahr für die Golden Gophers, das mit dem Gewinn der Meisterschaft der Western Collegiate Hockey Association gekrönt wurde. Wheeler selbst steuerte im entscheidenden Turnier einen Hattrick im Halbfinale und den Overtime-Siegtreffer im Finale bei, was ihm den Titel des Turnier-MVP einbrachte. Auch in der Saison 2007/08 verblieb er am College und entschied sich gegen einen Wechsel in den Profibereich. Die Spielzeit absolvierte er – gemessen an seinen Offensivstatistiken – ähnlich wie die Vorsaison, jedoch konnte das Team, auch bedingt durch verletzungsbedingte Ausfälle einiger Führungsspieler, den Erfolg in der Meisterschaft nicht wiederholen.

### Boston Bruins
Vier Jahre nachdem Wheeler von den Phoenix Coyotes gedraftet worden war, war er mit diesen noch immer nicht über einen Vertrag übereingekommen. Obwohl ihm die Coyotes einen für die National Hockey League gültigen Vertrag zu den Maximalkonditionen für einen Rookie angeboten hatten, entschied sich Wheeler Ende Mai 2008 mit Beginn der Free-Agent-Periode am 1. Juli 2008 ein sogenannter Unrestricted Free Agent zu werden, und somit die Chance zu haben, bei der Mannschaft seiner Wahl einen Kontrakt zu unterzeichnen. Die Phoenix Coyotes wurden durch die Absage Wheelers gemäß den NHL-Draftregularien mit einem Draft-Pick der zweiten Runde an 35. Stelle im NHL Entry Draft 2008 entschädigt. In der Folge nannte sein Agent mit den New York Rangers, Boston Bruins, New Jersey Devils und Montréal Canadiens einige Mannschaften, für die Wheeler bereit war zu spielen, schloss aber damit auch gleichzeitig eine Vertragsunterschrift bei den Minnesota Wild, die sich, wie zwei Drittel aller NHL-Teams, aufgrund der Herkunft Wheelers Hoffnung auf eine Verpflichtung gemacht hatten, aus. Am 16. Juni 2008 gab der 21-jährige schließlich bekannt, dass er sich für einen Wechsel zu den Boston Bruins entschieden habe. Die Unterschrift unter einem Dreijahresvertrag wurde am 1. Juli 2008, dem ersten Tag für mögliche Free-Agent-Verpflichtungen, offiziell bekannt gegeben.

### Winnipeg Jets
Im Februar 2011 gaben ihn die Boston Bruins in einem Transfergeschäft gemeinsam mit Mark Stuart im Austausch für Rich Peverley und Boris Valábik an die Atlanta Thrashers ab. Ende Oktober 2012 unterschrieb er einen Vertrag beim EHC Red Bull München, der bis zum Ende des NHL-Lockouts gültig war.
Auch nachdem die Atlanta Thrashers nach Winnipeg umgesiedelt wurden und nun als Winnipeg Jets firmierten, zeigte Wheeler konstant gute Offensivleistungen, so hält er die Mannschaftsrekorde für die meisten Vorlagen, die meisten Scorerpunkte sowie die meisten Spiele – gemeinsam mit Andrew Ladd – und die meisten aufeinanderfolgenden Spiele. In den Kategorien Vorlagen und Scorerpunkte hält er darüber hinaus die jeweiligen Saisonrekorde.
Wheeler hatte im Januar 2016 die Möglichkeit, als Nachrücker für Jonathan Toews am NHL All-Star Game 2016 teilzunehmen, lehnte dies jedoch ab. Im Sommer 2016 wurde er zum zweiten Mannschaftskapitän in der Geschichte der Winnipeg Jets ernannt.
In der Saison 2017/18 steigerte Wheeler seine persönliche Statistik deutlich auf 91 Scorerpunkte aus 81 Spielen und wurde mit 68 Assists (neben Claude Giroux) zum besten Torvorbereiter der NHL. Zugleich stellte er damit jeweils einen neuen Saisonrekord für Scorerpunkte und Torvorlagen bei den Winnipeg Jets auf. Außerdem berücksichtigt man ihn am Saisonende im NHL Second All-Star Team. In der Folge unterzeichnete er im September 2018 einen neuen Fünfjahresvertrag in Winnipeg, der ihm mit Beginn der Saison 2019/20 ein durchschnittliches Jahresgehalt von 8,25 Millionen US-Dollar einbringen soll.
Im Dezember 2021 bestritt Wheeler seine 1000. Partie der regulären Saison in der NHL. Vor Beginn der Saison 2022/23 wurde er nach sechs Jahren in diesem Amt als Mannschaftskapitän der Jets abgesetzt, die gleichzeitig bekanntgaben, die anstehende Spielzeit ohne festen Kapitän zu bestreiten. Im Juni 2023 bezahlten die Jets ihm schließlich sein verbleibendes Vertragsjahr aus (buy-out), sodass er das Franchise nach über zwölf Jahren und fast 900 Einsätzen verließ.

### New York Rangers
Demzufolge war Wheeler fortan als Free Agent verfügbar und schloss sich daher Anfang Juli 2023 im Rahmen eines Einjahresvertrages den New York Rangers an. Dort verpasste er jedoch verletzungsbedingt knapp die Hälfte der folgenden Spielzeit 2023/24, bevor sein Vertrag im Sommer 2024 nicht verlängert wurde. Im Dezember 2024 verkündete Wheeler dann das Ende seiner aktiven Karriere, in der er insgesamt 1172 NHL-Partien absolviert und dabei 943 Scorerpunkte verzeichnet hatte.

## Erfolge und Auszeichnungen
| - 2005 USHL All-Rookie Team - 2007 Broadmoor-Trophy-Gewinn mit der University of Minnesota - 2007 MVP des WCHA Final Five Tournament - 2009 Teilnahme am NHL YoungStars Game | - 2009 NHL YoungStars Game MVP - 2018 Teilnahme am NHL All-Star Game - 2018 NHL Second All-Star Team - 2019 Teilnahme am NHL All-Star Game |

## Karrierestatistik

### International
Vertrat die USA bei:
- U20-Junioren-Weltmeisterschaft 2006
- Weltmeisterschaft 2011
- Olympischen Winterspielen 2014
- World Cup of Hockey 2016

(Legende zur Spielerstatistik: Sp oder GP = absolvierte Spiele; T oder G = erzielte Tore; V oder A = erzielte Assists; Pkt oder Pts = erzielte Scorerpunkte; SM oder PIM = erhaltene Strafminuten; +/− = Plus/Minus-Bilanz; PP = erzielte Überzahltore; SH = erzielte Unterzahltore; GW = erzielte Siegtore; 1 Play-downs/Relegation; Kursiv: Statistik nicht vollständig)